# Aeropuerto Internacional de Leeds Bradford

Servicios de autobuses conectan con Grand Central Railway (en negro).

O con London North Eastern Railway.

O con TransPennine Express.

O con CrossCountry, además de con Northern Trains.

El Aeropuerto Internacional de Leeds Bradford (Leeds Bradford International Airport) es un aeropuerto que sirve a Leeds en West Yorkshire, Inglaterra. El aeropuerto también sirve las ciudades de Bradford, Wakefield, York, Harrogate y Huddersfield en Leeds City Region. Es el aeropuerto más grande en Yorkshire. El aeropuerto ofrece conexiones a la mayoría de los aeropuertos europeos importantes, así como a los aeropuertos del Norte de África, Estados Unidos y Pakistán. El aeropuerto puede alcanzarse desde Leeds, Bradford, Otley, Wetherby, Harrogate y York por autobús.

## Localización
El aeropuerto se sitúa en las cercanías de la ciudad de Yeadon, en la ciudad de Leeds. Bradford está al suroeste. El ferrocarril suburbano más cercano está en Horsforth. Este tiene trenes al Harrogate/York de Leeds City. La estación central de Leeds es el ferrocarril principal más cercano.

## Futuro
Los dueños de los aeropuertos, Bridgepoint Capital propusieron recientemente una extensión del propuesto de 28 millones de libras esterlinas para la terminal. También se están considerando mejoras en el transporte público. El proyecto fue aprobado en julio de 2009.

## Aerolíneas y destinos

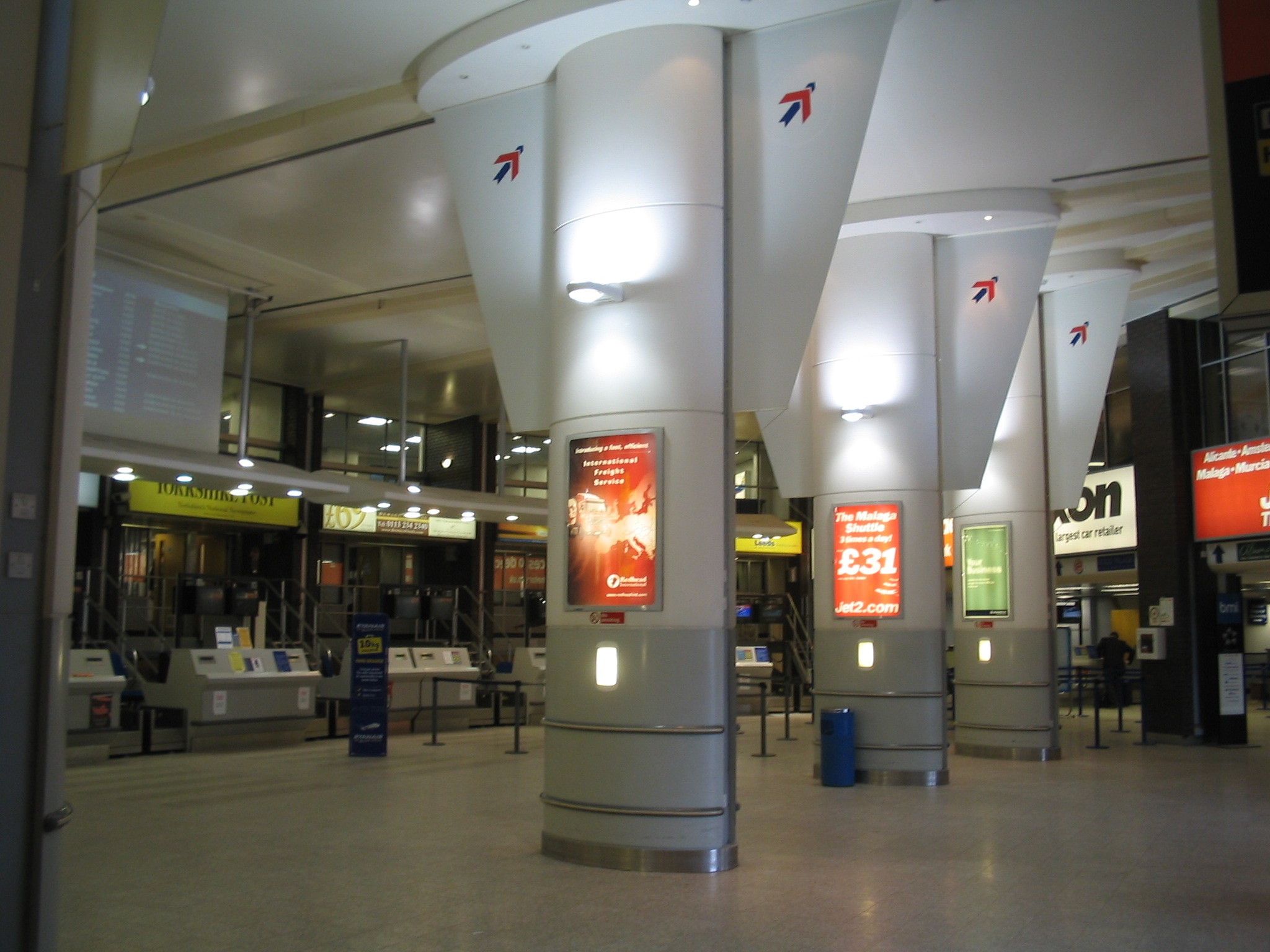
Aeropuerto Leeds-Bradford por dentro.

### Destinos nacionales
| Ciudades          | Aeropuerto                                     | Aerolíneas  |
| Reino Unido       | Reino Unido                                    | Reino Unido |
| ----------------- | ---------------------------------------------- | ----------- |
| Irlanda del Norte |                                                |             |
| Belfast           | Aeropuerto Internacional de Belfast            | EasyJet     |
| Belfast           | Aeropuerto de la Ciudad de Belfast George Best | Aer Lingus  |

### Destinos internacionales
| Ciudades por países  | Nombre del aeropuerto                                           | Aerolíneas |
| África               | África                                                          | África |
| -------------------- | --------------------------------------------------------------- | --- |
| Marruecos            |                                                                 | |
| Agadir               | Aeropuerto de Agadir-Al Massira                                 | Jet2.com |
| Marrakech            | Aeropuerto de Marrakech-Menara                                  | Ryanair |
| Europa               |                                                                 | |
| Alemania             |                                                                 | |
| Berlín               | Aeropuerto de Berlín-Brandeburgo                                | Jet2.com (Estacional) |
| Colonia              | Aeropuerto de Colonia/Bonn                                      | Jet2.com (Estacional) |
| Austria              |                                                                 | |
| Salzburgo            | Aeropuerto de Salzburgo                                         | Jet2.com (Estacional) |
| Viena                | Aeropuerto de Viena-Schwechat                                   | Jet2.com (Estacional) |
| Bulgaria             |                                                                 | |
| Burgas               | Aeropuerto de Burgas                                            | BH Air (Chárter Estacional) / Jet2.com (Estacional)                                                                            |
| Chipre               |                                                                 | |
| Lárnaca              | Aeropuerto Internacional de Lárnaca                             | Jet2.com (Estacional) |
| Pafos                | Aeropuerto Internacional de Pafos                               | Jet2.com (Estacional) |
| Croacia              |                                                                 | |
| Dubrovnik            | Aeropuerto de Dubrovnik                                         | Jet2.com (Estacional) / TUI Airways (Estacional)                                                                               |
| Split                | Aeropuerto de Split                                             | Jet2.com (Estacional) |
| Zadar                | Aeropuerto de Zadar                                             | Ryanair (Estacional) |
| Dinamarca            |                                                                 | |
| Copenhague           | Aeropuerto de Copenhague-Kastrup                                | Jet2.com (Estacional) |
| Eslovaquia           |                                                                 | |
| Bratislava           | Aeropuerto de Bratislava-Milan Rastislav Štefánik               | Ryanair (Estacional) |
| España               |                                                                 | |
| Alicante             | Aeropuerto de Alicante-Elche Miguel Hernández                   | Jet2.com / Ryanair |
| Almería              | Aeropuerto de Almería                                           | Jet2.com (Estacional) |
| Barcelona            | Aeropuerto Josep Tarradellas Barcelona-El Prat                  | Jet2.com (Estacional) |
| Fuerteventura        | Aeropuerto de Fuerteventura                                     | Jet2.com / Ryanair |
| Gerona               | Aeropuerto de Gerona                                            | Jet2.com (Estacional) / Ryanair (Estacional)                                                                                   |
| Gran Canaria         | Aeropuerto de Gran Canaria                                      | Jet2.com |
| Ibiza                | Aeropuerto de Ibiza                                             | Jet2.com (Estacional) / Ryanair (Estacional)                                                                                   |
| Jerez de la Frontera | Aeropuerto de Jerez                                             | Jet2.com (Estacional) (Inicia el 6 de mayo de 2025)                                                                            |
| Lanzarote            | Aeropuerto César Manrique-Lanzarote                             | Jet2.com / Ryanair |
| Málaga               | Aeropuerto de Málaga-Costa del Sol                              | EasyJet (Estacional) (Inicia el 2 de abril de 2025) / Jet2.com / Ryanair                                                       |
| Menorca              | Aeropuerto de Menorca                                           | Jet2.com (Estacional) |
| Palma de Mallorca    | Aeropuerto de Palma de Mallorca                                 | EasyJet (Estacional) (Inicia el 30 de marzo de 2025) / Jet2.com (Estacional) / Ryanair (Estacional) / TUI Airways (Estacional) |
| Reus                 | Aeropuerto de Reus                                              | Jet2.com (Estacional) / Ryanair (Estacional)                                                                                   |
| Tenerife             | Aeropuerto de Tenerife Sur                                      | Jet2.com / Ryanair |
| Francia              |                                                                 | |
| Beauvais             | Aeropuerto de París-Beauvais                                    | Ryanair (Estacional) |
| Bergerac             | Aeropuerto de Bergerac                                          | Jet2.com (Estacional) |
| Chambéry             | Aeropuerto de Chambéry                                          | Jet2.com (Estacional) |
| Limoges              | Aeropuerto de Limoges                                           | Ryanair (Estacional) |
| Niza                 | Aeropuerto de Niza-Costa Azul                                   | Jet2.com (Estacional) |
| París                | Aeropuerto de París-Charles de Gaulle                           | EasyJet / Jet2.com |
| Perpiñán             | Aeropuerto de Perpiñán-Rivesaltes                               | Ryanair (Estacional) |
| Grecia               |                                                                 | |
| Cefalonia            | Aeropuerto Internacional de Cefalonia                           | Jet2.com (Estacional) |
| Corfú                | Aeropuerto Internacional de Corfú-Ioannis Kapodistrias          | Jet2.com (Estacional) / TUI Airways (Estacional)                                                                               |
| Cos                  | Aeropuerto Internacional de Kos-Hipócrates                      | Jet2.com (Estacional) |
| Heraclión            | Aeropuerto Internacional de Heraclión Nikos Kazantzakis         | Jet2.com (Estacional) |
| La Canea             | Aeropuerto Internacional de La Canea                            | Jet2.com (Estacional) / Ryanair (Estacional)                                                                                   |
| Rodas                | Aeropuerto Internacional de Rodas-Diágoras                      | Jet2.com (Estacional) |
| Salónica             | Aeropuerto Internacional Macedonia                              | Jet2.com (Estacional) |
| Scíathos             | Aeropuerto Internacional de Scíathos - Alexandros Papadiamantis | Jet2.com (Estacional) |
| Zacinto              | Aeropuerto Internacional de Zante                               | Jet2.com (Estacional) |
| Guernsey             |                                                                 | |
| Guernsey             | Aeropuerto de Guernsey                                          | Aurigny (Estacional) |
| Hungría              |                                                                 | |
| Budapest             | Aeropuerto Internacional de Budapest-Ferenc Liszt               | Jet2.com |
| Irlanda              |                                                                 | |
| Dublín               | Aeropuerto de Dublín                                            | Aer Lingus / Ryanair |
| Islandia             |                                                                 | |
| Reikiavik            | Aeropuerto de Reikiavik                                         | Jet2.com (Estacional) |
| Italia               |                                                                 | |
| Catania              | Aeropuerto de Catania-Fontanarossa                              | Jet2.com (Estacional) |
| Nápoles              | Aeropuerto de Nápoles-Capodichino                               | Jet2.com (Estacional) |
| Pisa                 | Aeropuerto de Pisa                                              | Jet2.com (Estacional) |
| Roma                 | Aeropuerto de Roma-Fiumicino                                    | Jet2.com |
| Verona               | Aeropuerto de Verona-Villafranca                                | Jet2.com (Estacional) |
| Jersey               |                                                                 | |
| Jersey               | Aeropuerto de Jersey                                            | Jet2.com (Estacional) |
| Letonia              |                                                                 | |
| Riga                 | Aeropuerto Internacional de Riga                                | Ryanair |
| Malta                |                                                                 | |
| La Valeta            | Aeropuerto Internacional de Malta                               | Jet2.com (Estacional) |
| Noruega              |                                                                 | |
| Bergen               | Aeropuerto de Bergen-Flesland                                   | Jet2.com (Estacional) |
| Países Bajos         |                                                                 | |
| Ámsterdam            | Aeropuerto de Ámsterdam-Schiphol                                | KLM Royal Dutch Airlines |
| Polonia              |                                                                 | |
| Breslavia            | Aeropuerto de Breslavia-Copérnico                               | Ryanair |
| Cracovia             | Aeropuerto de Cracovia-Juan Pablo II                            | Jet2.com / Ryanair |
| Gdansk               | Aeropuerto de Gdańsk-Lech Wałęsa                                | Ryanair / Wizz Air |
| Poznan               | Aeropuerto de Poznan-Ławica (Polonia)                           | Ryanair (Estacional) |
| Varsovia             | Aeropuerto de Varsovia-Chopin                                   | Wizz Air |
| Portugal             |                                                                 | |
| Faro                 | Jet2.com / Ryanair                                              | |
| Funchal              | Aeropuerto de Madeira                                           | Jet2.com |
| Oporto               | Aeropuerto de Oporto-Francisco Sá Carneiro                      | Ryanair (Estacional) |
| República Checa      |                                                                 | |
| Praga                | Aeropuerto de Praga-Václav Havel                                | Jet2.com |
| Rumania              |                                                                 | |
| Bucarest             | Aeropuerto Internacional de Bucarest-Henri Coandă               | Ryanair / Wizz Air |
| Cluj-Napoca          | Aeropuerto de Cluj-Napoca                                       | Wizz Air |
| Suiza                |                                                                 | |
| Ginebra              | Aeropuerto de Ginebra                                           | EasyJet (Estacional) / Jet2.com (Estacional)                                                                                   |
| Turquía              |                                                                 | |
| Antalya              | Aeropuerto de Antalya                                           | Jet2.com / SunExpress (Estacional)                                                                                             |
| Bodrum               | Aeropuerto de Milas-Bodrum                                      | Jet2.com (Estacional) |
| Dalaman              | Aeropuerto de Dalaman                                           | Jet2.com (Estacional) |
| Esmirna              | Aeropuerto de Esmirna-Adnan Menderes                            | Jet2.com (Estacional) |

## Estadísticas
| Año | Número de pasajeros | Número de movimientos | Evolución de pasajeros (1997-2014) |
| --- | ------------------- | --------------------- | ---------------------------------- |
| 1997 | 1,254,853           | 26,123                |                                    |
| 1998 | 1,406,948           | 25,615                |                                    |
| 1999 | 1,462,497           | 26,185                |                                    |
| 2000 | 1,585,039           | 29,263                |                                    |
| 2001 | 1,530,227           | 28,397                |                                    |
| 2002 | 1,530,019           | 28,566                |                                    |
| 2003 | 2,017,649           | 29,397                |                                    |
| 2004 | 2,368,604           | 31,493                |                                    |
| 2005 | 2,609,638           | 35,949                |                                    |
| 2006 | 2,792,686           | 37,251                |                                    |
| 2007 | 2,881,539           | 39,603                |                                    |
| 2008 | 2,873,321           | 37,604                |                                    |
| 2009 | 2,574,426           | 32,531                |                                    |
| 2010 | 2,755,110           | 33,911                |                                    |
| 2011 | 2,976,881           | 33,069                |                                    |
| 2012 | 2,990,517           | 30,223                |                                    |
| 2013 | 3,318,358           | 31,057                |                                    |
| 2014 | 3,274,474           | 30,663                |                                    |
| Fuente: «=88&pageid=3&sglid=3 CAA - UK Airport Statistics». Archivado desde el original el 3 de febrero de 2007. Consultado el 20 de agosto de 2009. |                     |                       |                                    |

| Puesto | Aeropuerto              | Pasajeros | Variación %     | Aerolíneas                 |
| ------ | ----------------------- | --------- | --------------- | -------------------------- |
| 1      | Alicante                | 272.750   | 331,1%          | Jet2, Ryanair              |
| 2      | Palma de Mallorca       | 239.965   | 322,1%          | Jet2, Ryanair, TUI Airways |
| 3      | Málaga                  | 234.517   | 338,3%          | Jet2, Ryanair              |
| 4      | Dublín                  | 228.346   | 451,9%          | Aer Lingus, Ryanair        |
| 5      | Tenerife–Sur            | 191.476   | 289,3%          | Jet2, Ryanair              |
| 6      | Faro                    | 162.984   | 285,5%          | Jet2, Ryanair              |
| 7      | Lanzarote               | 148.733   | 331,5%          | Jet2, Ryanair              |
| 8      | Ámsterdam               | 133.962   | 248,2%          | KLM                        |
| 9      | Belfast–City            | 94.731    | 212,2%          | Aer Lingus                 |
| 10     | Ibiza                   | 85.538    | 344,7%          | Jet2, Ryanair              |
| 11     | Fuerteventura           | 79.379    | 515,9%          | Jet2, Ryanair              |
| 12     | Antalya                 | 78.763    | 675,9%          | Jet2                       |
| 13     | Cracovia                | 70.335    | 201,3%          | Jet2, Ryanair, Wizz Air    |
| 14     | Dalaman                 | 68.558    | 789,4%          | Jet2                       |
| 15     | Gran Canaria            | 59.278    | 346,8%          | Jet2                       |
| 16     | Gdańsk                  | 51.142    | 287,0%          | Ryanair, Wizz Air          |
| 17     | Heraclión               | 50.299    | 226,6%          | Jet2                       |
| 18     | Varsovia–Modlin         | 49.381    | 308,9%          | Ryanair                    |
| 19     | Gerona                  | 48.814    | Ruta reiniciada | Jet2, Ryanair              |
| 20     | París–Charles de Gaulle | 47.410    | 1.813,2%        | Jet2                       |

## Galería de imágenes

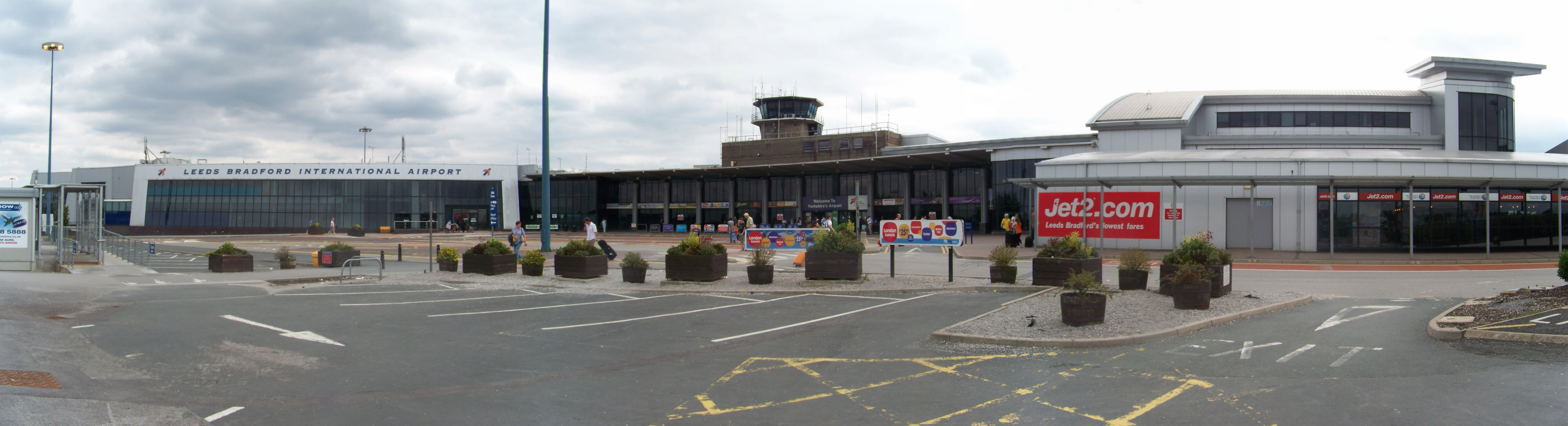
Vista general de la terminal.
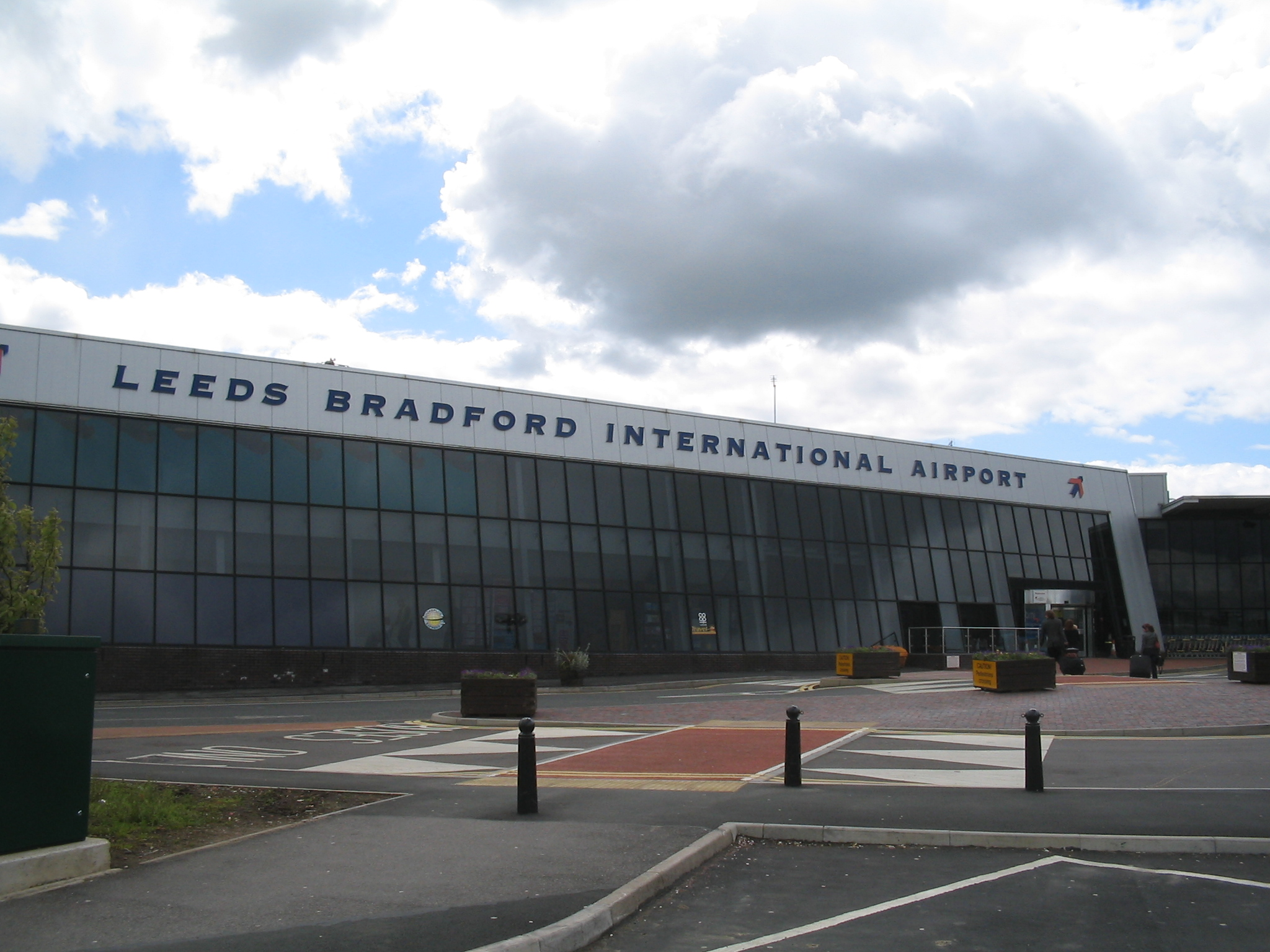
Pasillo A.
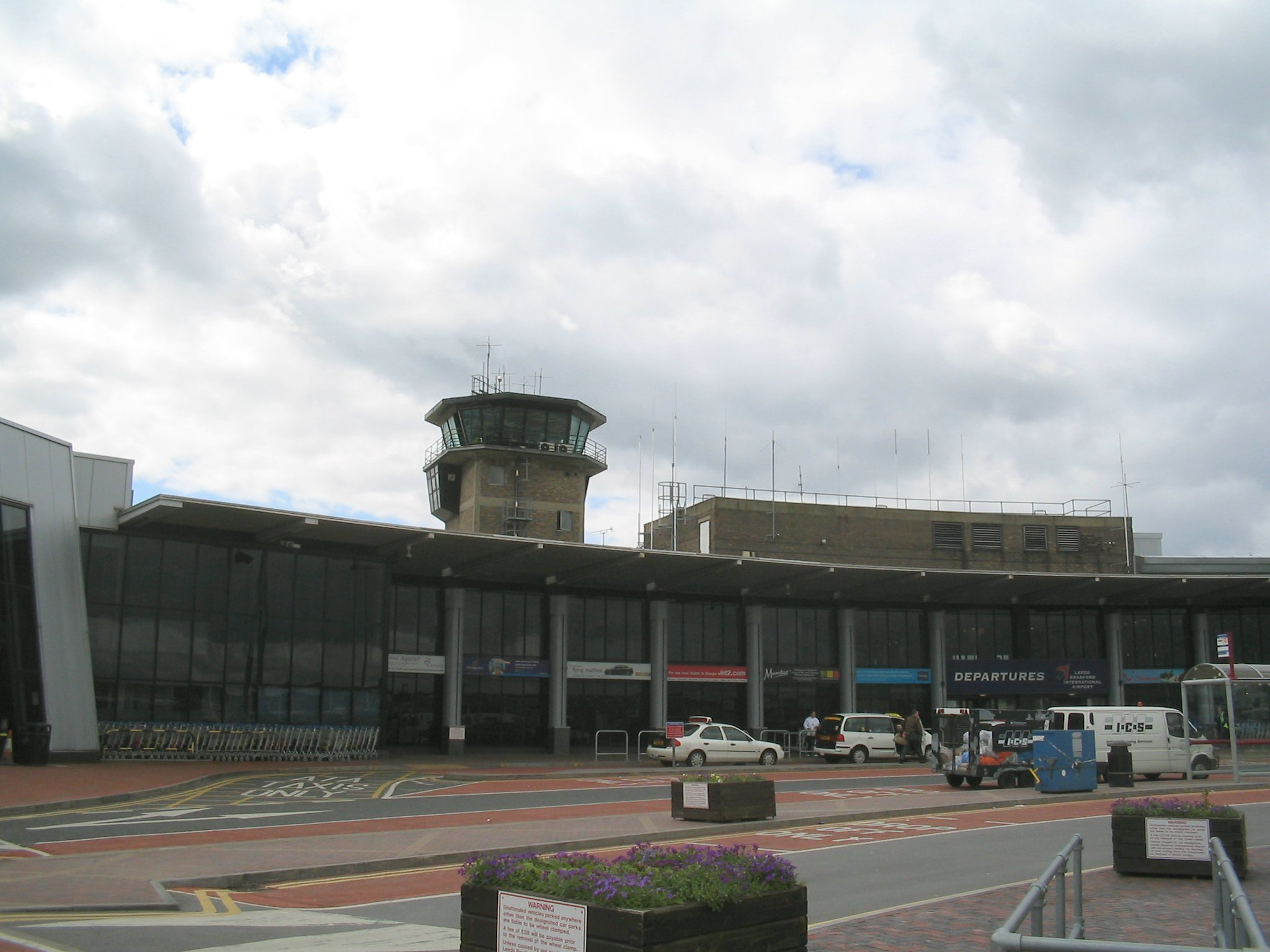
Pasillo B.
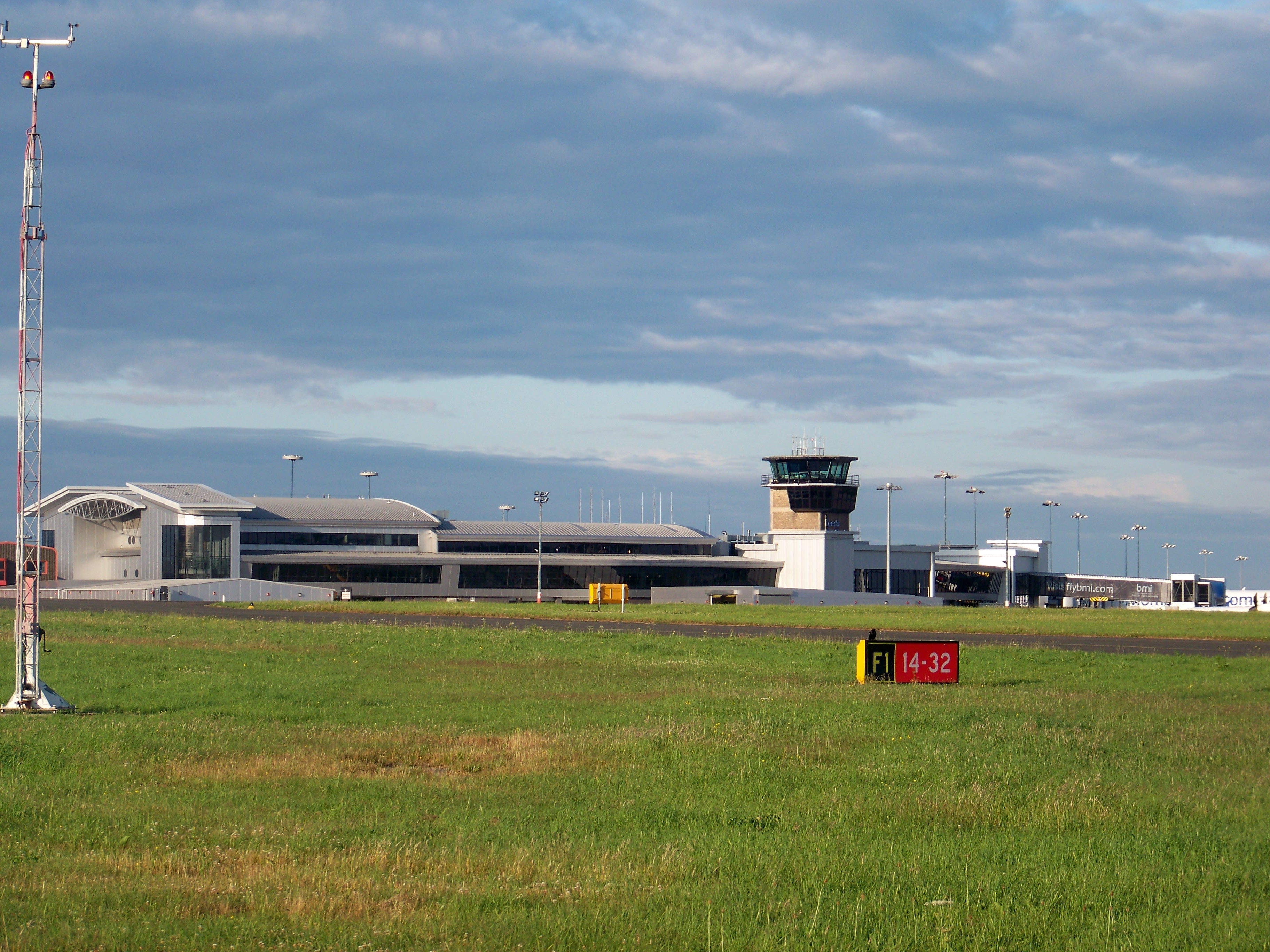
Zona de operaciones con la terminal y torre de control detrás.
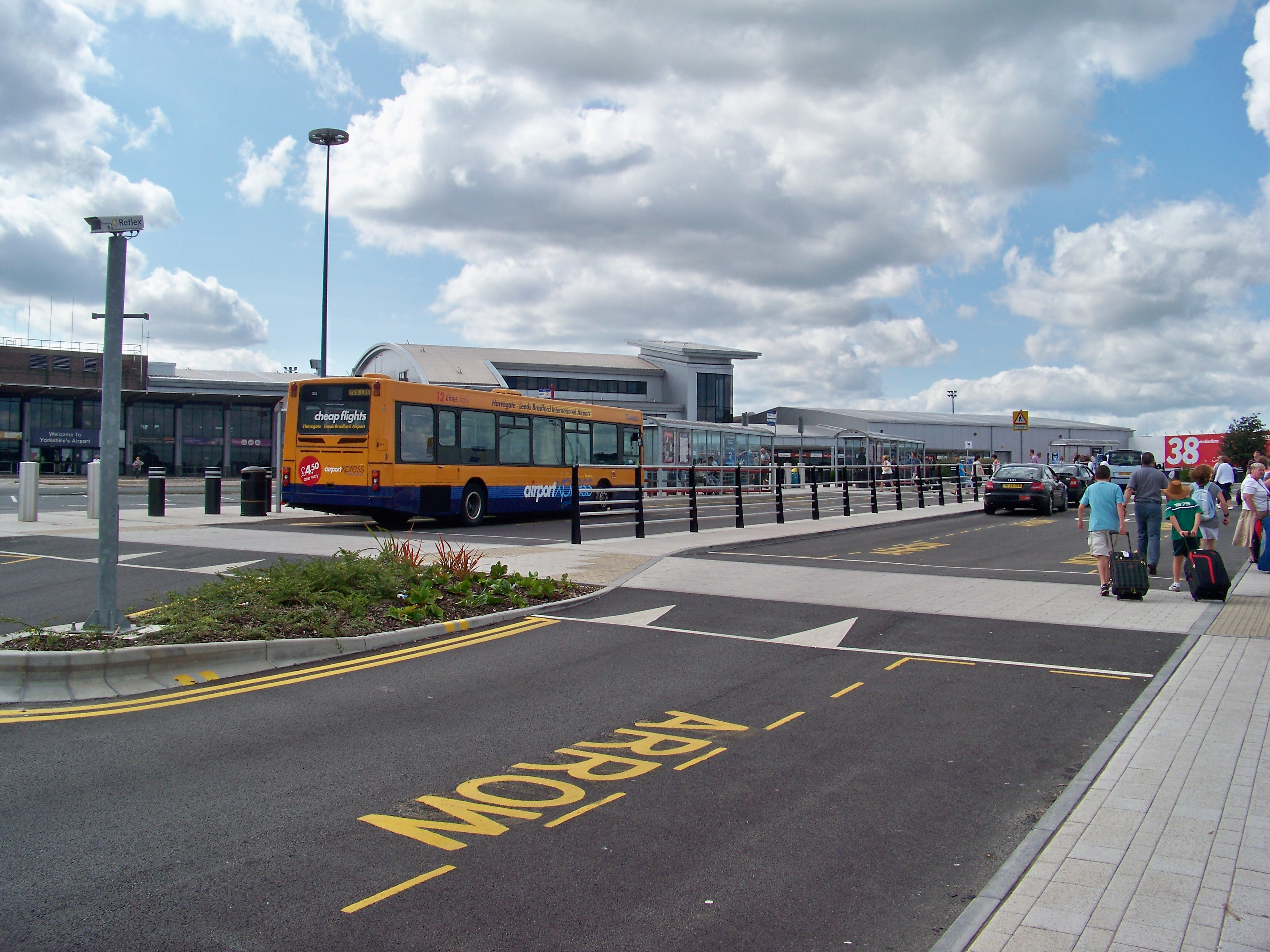
Intercambiador de autobuses.
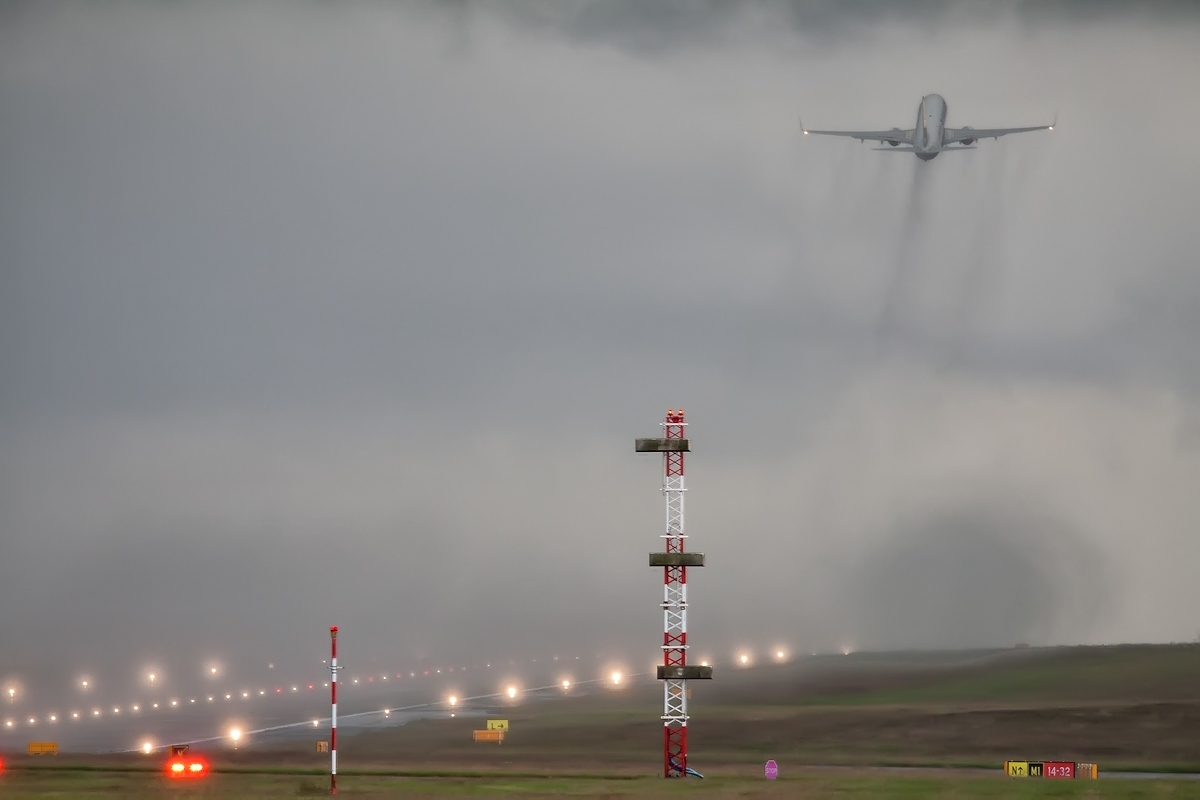
Despegue del aeropuerto en un día con niebla y baja visibilidad.
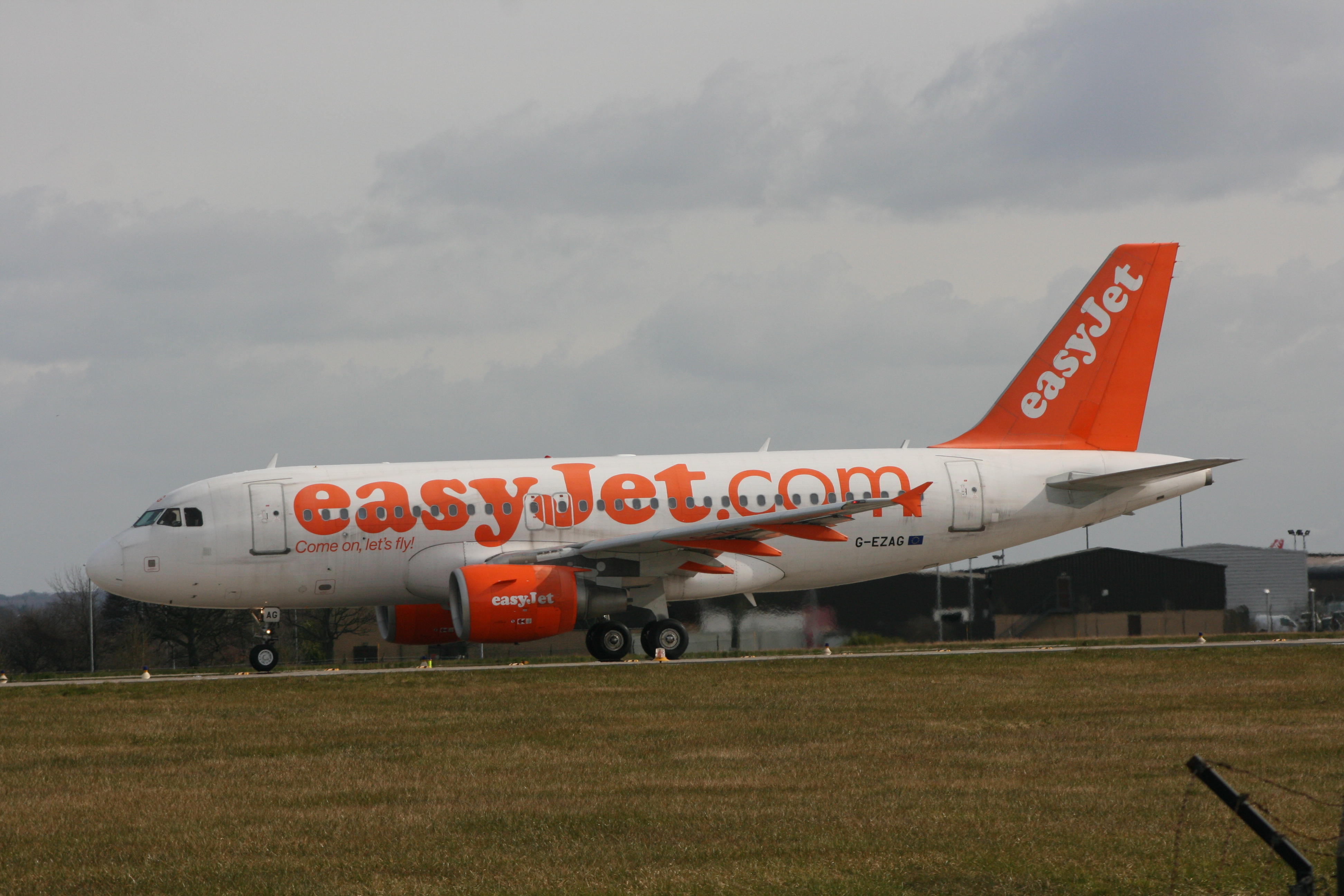
Airbus A319 de easyJet en el aeropuerto.
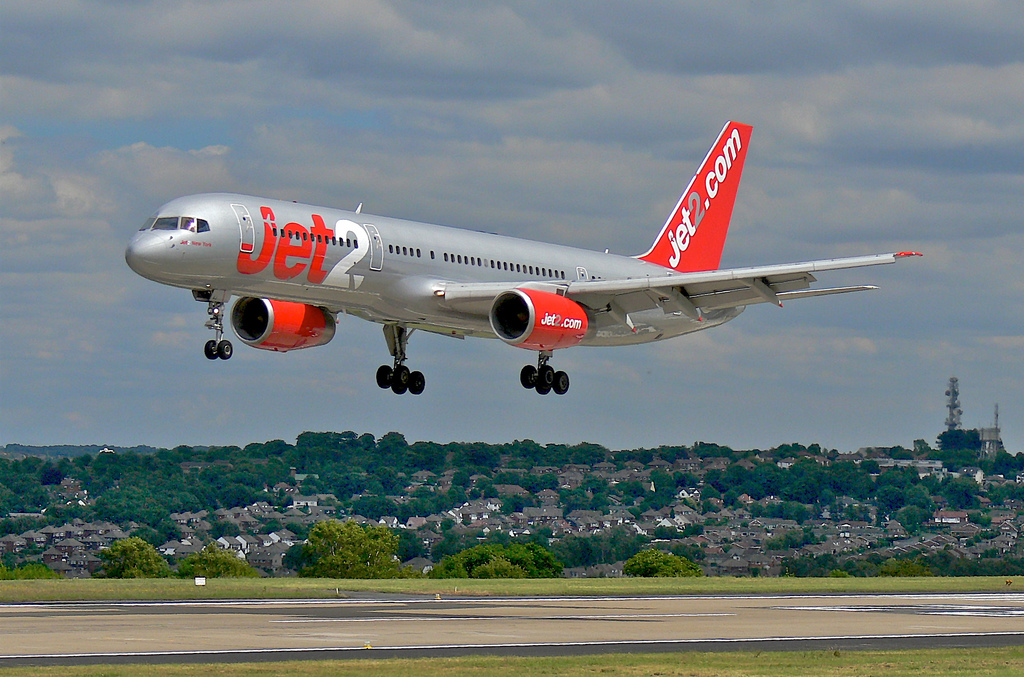
Boeing 757 de Jet2 en el aeropuerto.